# Orfeó Martinenc
Orfeó Martinenc és una entitat cultural i d'esbarjo del barri del Clot del Districte de Sant Martí (Barcelona) fundada el 1910 per un grup de mestres afeccionats al cant coral. Amb el temps incorporà altres activitats com les representacions teatrals, lectura i escriptura, dansa catalana, sardanes, cultura i esport, música, excursionisme i filatèlia, entre d'altres. És la seu dels Diables del Clot, gegants i grallers, i diverses activitats culturals amb sortides arreu de Catalunya.
Després de la guerra civil espanyola fou anomenat Centre Moral de Sant Martí de Provençals, fins que el 2000 va recuperar el seu antic nom. Des del 2008 compta amb una nova seu de 1.700 metres quadrats, situada al mateix lloc que l'edifici que s'enderrocà a causa del seu mal estat, al número 97 de l'avinguda Meridiana. El seu objectiu segueix essent la promoció, el foment i la difusió de la cultura i de l'associacionisme. Les activitats de cultura popular i tradicional en són una part essencial.

## Pastorets de l'Orfeó Martinenc
El grup escènic Cloteatre representa cada any els Pastorets a l'Orfeó Martinenc. A partir de l'obra de Josep Maria Folch i Torres, incorpora una versió amb text de Josep Miralles i Josep Prat, que conté una gran quantitat de cançons. El grup de teatre, que és amateur, escenifica el seu Jesús és nat amb la participació de més de setanta persones, entre actors i tècnics.
Cloteatre, una de les poques companyies catalanes que mantenen simultàniament temporada de teatre i sarsuela, és la secció teatral de l'Orfeó Martinenc. Aquesta entitat sociocultural fou constituïda l'any 1910 al districte de Sant Martí, amb el nom d'Escola Coral Martinenca, i de bell antuvi ja es dedicà a la promoció, foment i difusió de la cultura i l'associacionisme al barri del Clot.
Les representacions es fan al teatre-auditori de l'associació, que disposa d'equipaments per a les activitats organitzades per les seccions que en formen part, entre les quals n'hi ha de dedicades a la filatèlia, la música, les festes populars amb gegants, diables i l'esbart, a més de la del teatre i les del cant coral.